# Leandro, Rei da Helíria
Leandro, Rei da Helíria é um texto dramático infantil da autoria de Alice Vieira, inspirado na narrativa popular, com semelhanças ao enredo de Rei Lear de Shakespeare. 

## Enredo
O Rei Leandro teve um sonho em que o seu reino se afastava. Para ele, isso significava um aviso dos deuses para deixar de governar. Como tinha três filhas ( Maria Liz, Hortênsia, Violeta), resolveu dar o reino àquela que demonstrasse mais amor por ele.
Maria Liz respondeu que precisava do pai como precisava do Sol, Hortênsia disse que dava a vida pelo pai, e Violeta disse gostar do pai como a comida do sal. O rei, zangado, expulsou Violeta do seu reino. Então, ele decidiu que iria viver seis meses com cada filha das que herdaram do reino.
As filhas, depois de conseguirem o reino, expulsam-no. Ele foi, muito tempo depois, encontrado numa gruta com o seu Bobo por um pastor a quem o Bobo contou tudo o que aconteceu.
O Pastor foi ao reino da filha Violeta, casada com o príncipe Reginaldo. A filha mandou convidar o pai para um banquete sem este saber qual a sua verdadeira identidade. Violeta ofereceu-lhe muitos pratos diferentes, mas todos sem sal. Leandro reclamou bastante, mas acabou por compreender o significado das palavras da filha, a única que afinal gostava dele.
Anos mais tarde, Leandro encontra-se pobre e cego pois as filhas mais velhas o abandonaram. Por acaso, foi parar ao reino onde reinava, depois de casada, Violeta e que acolhe lhe prova como a comida precisa mesmo do sal para ser boa. Fazem as pazes e reencontram-se pai e filha.
O texto é editado em Portugal pela Editorial Caminho.